# Snooks Friedman
Herman Leon „Snooks“ Friedman (geboren 10. Februar 1906; gestorben 24. März 1993) war ein US-amerikanischer Jazzmusiker (Schlagzeug) und Bandleader.

## Leben und Wirken
Friedman begann seine Karriere als professioneller Musiker im Sommer 1923 mit der Band Ole Miss Jesters. Er spielte dann in den Gruppen von Meyer Davis und Hip Bennett (in Arkansas und Wisconsin); mit letzterem entstanden erste Plattenaufnahmen.  1926 kehrt er nach Memphis zurück und gründete die Formation Memphis Stompers, mit der bis 1931 unter verschiedenen Bezeichnungen (Snooks and His Memphis Ramblers, Snooks and His Paramount Theatre Orchestra und Ben Friedman’s Paramount Hotel Orchestra) Aufnahmen für die Label Victor,  Bluebird, Melotone und Banner Records entstanden. Dies waren meist Gesangsnummern (u. a. mit Wally Ashby) sowie Jazzstandards wie „Some of These Days“ (1931), „Sweet Georgia Brown“ (Victor 22779), die Kahn-Akst-Whiting-Nummer „Guilty“ (Melotone 12245), „Dip Your Brush in the Sunshine (and Keep On Painting Away)“ (von Andy Razaf; Victor 22720, mit Wally Ashby), „You Don’t Need Glasses (To See I’m In Love)“ (#22704), „When It’s Sleepy Time Down South“ (Melotone 2511), „Smile, Darn Ya, Smile“ (#22662), „I’m Crazy ’Bout My Baby (and My Baby’s Crazy ’Bout Me)“ (von Alex Hill/Fats Waller; #22662), „Wha’d Ja Do to Me“ (Milton Ager; #23038) und „The Cutest Kid in Town“ (Victor 22813), letztere mit dem Gesangstrio (Walter) Ashby, (Elly) Bellare und (Ken) Herlin.

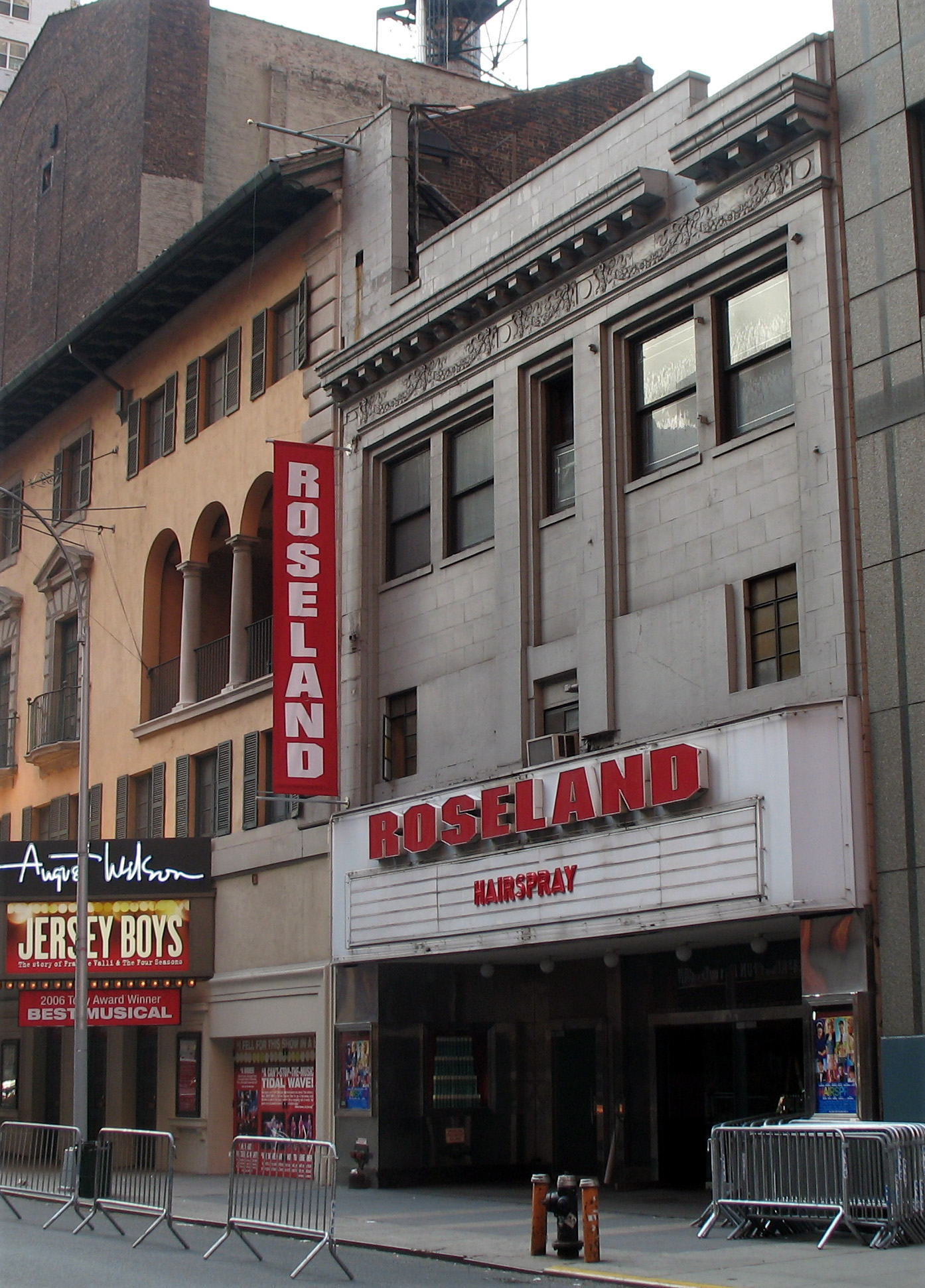
Roseland Ballroom in New York City

1932 nahm Friedman weitere Titel als Calloway’s Hot Shots für Bluebird Records auf („Why Don’t You Get Lost?/Sweet Birds“), außerdem unter dem Pseudonym Roane’s Pennsylvanians („We’ve Got to Put That Sun Back in the Sky“). Während seines Engagements im New Yorker Crazy Cat Club trat die Band als Snooks and His Krazy Kat Kittens auf; außerdem spielten sie im Roseland Ballroom. Ferner wirkte Friedman mit seiner Band bei der Filmmusik eines frühen Zeichentrickfilms der Fleischer-Studios mit. Ab 1931 spielte Friedmans Band gemeinsam mit einem Streichquartett drei Jahre im Paramount Hotel.
Im September 1931 begleitete er mit seiner Band bei einer weiteren Victor-Session die Sängerin Julia Gerity („A Good Man Is Hard to Find“; Julia Gerity & Her Boys).
Obwohl nach 1932 keine weiteren Plattenaufnahmen mehr entstanden, blieb Snooks Friedman als Bandleader in New York bis zum Beginn des Zweiten Weltkriegs aktiv. In den Kriegsjahren diente er in der US-Marine. Nach seiner Entlassung arbeitete er in einer Baufirma in Memphis als Leiter einer Reparaturabteilung; daneben gründete er eine Dixielandband, die regelmäßig im Nachtclub Silver Slipper Night Club in Memphis auftrat, bis der Club 1958 bei einem Brand zerstört wurde. Bevor er sich 1972 zur Ruhe setzte, blieb Friedman in seiner Heimatstadt als Bandleader und gelegentlich als Sideman aktiv.